# Giacomo Mari
Giacomo Mari (* 17. Oktober 1924 in Vescovato (CR); † 16. Oktober 1991 in Cremona) war ein italienischer Fußballspieler und -trainer.
Während seiner aktiven Laufbahn spielte er als Flügelspieler unter anderem für Juventus Turin und Sampdoria Genua.

## Karriere

### Im Verein
Giacomo Mari begann seine Karriere 1942 bei der US Cremonese, unweit seiner Heimatstadt Vescovato. Nach der Zwangspause der italienischen Fußballmeisterschaften durch den Zweiten Weltkrieg setzte er seine Laufbahn 1945/46 dort fort.
Im Jahr 1946 wechselte Mari zu Atalanta Bergamo, für die er am 22. September 1946 beim 1:3 im Heimspiel gegen Juventus Turin sein Serie-A-Debüt gab. Nach drei Jahren als Stammspieler bei Atalanta ging Mari zur Saison 1949/50 zu Juventus Turin. Bei Juve gewann er unter dem englischen Trainer Jesse Carver in seiner ersten Spielzeit sofort den Scudetto. Nach vier Spielzeiten und einem weiteren Meistertitel 1951/52 wechselte Giacomo Mari 1953 zu Sampdoria Genua. Zur Saison 1956/57 ging er schließlich zu Calcio Padova, wo er am Ende der Spielzeit 1959/60, nach insgesamt 426 Serie-A-Partien und 24 Toren, seine aktive Laufbahn beendete.

### In der Nationalmannschaft
Für die Italienische Fußballnationalmannschaft debütierte Giacomo Mari unter Vittorio Pozzo am 2. August 1948 beim 9:0-Sieg gegen die USA. In der Folge nahm er mit der Squadra Azzurra an der Weltmeisterschaft 1950 in Brasilien und der WM 1954 in der Schweiz teil. Mari absolvierte bei beiden Turnieren jeweils ein Spiel, schied mit seiner Mannschaft aber jeweils bereits nach der Vorrunde aus. Das 1:4 gegen die Schweiz im letzten Gruppenspiel beim Weltturnier 1954 stellt gleichzeitig das letzte von Maris insgesamt acht Länderspielen für Italien dar.

### Als Trainer
Nach seiner Aktivenlaufbahn arbeitete Giacomo Mari in den 1960er- und 1970er-Jahren als Trainer, ohne dabei durchschlagenden Erfolg zu haben.

## Erfolge
- Italienische Meisterschaft: 1949/50, 1951/52 (mit Juventus Turin)